# ハピネスチャージプリキュア! サウンドアルバム
『ハピネスチャージプリキュア! サウンドアルバム』は、東堂いづみ原作によるアニメシリーズ第11作『ハピネスチャージプリキュア!』のボーカルアルバム、オリジナル・サウンドトラックシリーズ。
本項に記述されているディスコグラフィのうち、即発曲の解説は各収録作品を参照のこと。
CDはいずれもマーベラスが発売し、販売元はソニー・ミュージックマーケティングが担当している。

## ボーカルアルバム

### Hello!ハピネスフレンズ!
『ハピネスチャージプリキュア!』初のボーカルアルバムで、主題歌・挿入歌・新録曲やメインキャラクターのイメージソングを全11曲収録している。オープニングテーマ・エンディングテーマもフルサイズで収録。初回封入特典として、ジャケットイラストステッカーが同梱されている。ジャケットイラストには、プリキュアの4人がプリントされている。
1. ハピネスチャージプリキュア!WOW! (3:47)
歌：仲谷明香
作詞：青木久美子、作曲：小杉保夫、編曲：大石憲一郎
2. ドデカ・ラブ (3:59)
歌：キュアラブリー（中島愛）
作詞：只野菜摘、作曲・編曲：Orito
3. New arrival (4:20)
歌：キュアプリンセス（潘めぐみ）
作詞：青木久美子、作曲・編曲：住友紀人
4. しあわせごはん愛のうた (3:56)
歌：キュアハニー（北川里奈）
作詞：六ツ見純代、作曲・編曲：高木洋
5. Holy Lonely Justice (3:45)
歌：キュアフォーチュン（戸松遥）
作詞：大森祥子、作曲：高取ヒデアキ、編曲：籠島裕昌
6. カレイドスコープは知っている (4:17)
歌：ブルー（山本匠馬）
作詞・作曲：奥村愛子、編曲：安部潤
7. イミテーションWORLD (3:34)
歌：クイーンミラージュ（國府田マリ子）
作詞：六ツ見純代、作曲・編曲：藤澤健至
8. 幸せの合い言葉 〜Yes！ハピネスチャージ!〜 (5:28)
歌：ハピネスチャージプリキュア!
作詞：Funta3、作曲・編曲：Funta7
ABCラジオ『吉田仁美のプリキュアラジオ キュアキュア♡プリティ』2015年1月エンディングテーマ
9. Lovely night 〜キラ★キラ★Happy time〜 (4:33)
歌：吉田仁美
作詞：Haruka、作曲・編曲：今泉洋
ABCラジオ『吉田仁美のプリキュアラジオ キュアキュア♡プリティ』2014年7月エンディングテーマ
10. トキメキ one two three (3:58)
歌：仲谷明香
作詞：木本慶子、作曲・編曲：高木洋
11. プリキュア・メモリ (3:40)
歌：吉田仁美
作詞：只野菜摘、作曲：小杉保夫、編曲：Dr.Usui

### シャイニング☆ハピネスパーティ
『ハピネスチャージプリキュア!』ボーカルアルバム第2弾で、後期エンディングテーマ・挿入歌・新録曲やメインキャラクターのイメージソングを全11曲収録している。初回封入特典として、ジャケットサイズ・ステッカーが同梱されている。ジャケットイラストには、イノセントフォームになったプリキュアの4人がプリントされている。
1. 虹色ハピネス
歌：愛乃めぐみ（CV：中島愛）
作詞：木本慶子、作曲・編曲：梅堀淳
2. プリンセス・ストーリー
歌：白雪ひめ（CV：潘めぐみ）
作詞：高瀬愛虹、作曲：奥田もとい、編曲：田口智則
3. おいしい愛♥がある
歌：大森ゆうこ（CV：北川里奈）
作詞：辻純更、作曲：草野由香、編曲：草野よしひろ
4. スターライト
歌：氷川いおな（CV：戸松遥）
作詞：大坪真、作曲・編曲：片山修志
5. 友達という魔法
歌：愛乃めぐみ（CV：中島愛）、大森ゆうこ（CV：北川里奈）、相楽誠司（CV：金本涼輔）
作詞：Funta3、作曲・編曲：Funta7
6. I believe. We believe.
歌：キュアプリンセス（CV：潘めぐみ）、キュアフォーチュン（CV：戸松遥）
作詞：青木久美子、作曲・編曲：岡ナオキ
7. イノセントハーモニー
歌：キュアラブリー（CV：中島愛）、キュアプリンセス（CV：潘めぐみ）、キュアハニー（CV：北川里奈）、キュアフォーチュン（CV：戸松遥）
作詞：実ノ里、作曲・編曲：高木洋
8. Phantom Shadow 〜絶望という名のもとに〜
歌：ファントム（CV：野島裕史）
作詞：六ツ見純代、作曲：高取ヒデアキ、編曲：籠島裕昌
9. Sunset Braver
歌：吉田仁美
作詞・作曲・編曲：Regasound
10. 愛を抱いて
歌：仲谷明香
作詞：近江瑠璃子、作曲・編曲：HearTribe
11. パーティ ハズカム
歌：吉田仁美
作詞：只野菜摘、作曲：ヒザシ、編曲：古川貴浩

### ボーカルベスト
『ハピネスチャージプリキュア!』ボーカルアルバム第1弾と第2弾から厳選したベスト・アルバム。プリキュアたちが歌うキャラクターソングを収録しており、加えて映画挿入歌の「勇気が生まれる場所」とゲストキャラで主題歌歌手2人が演じたアロ〜ハプリキュアのキャラクターソングを収録している。
1. ハピネスチャージプリキュア!WOW!
歌：仲谷明香
作詞：青木久美子、作曲：小杉保夫、編曲：大石憲一郎
2. 友達という魔法
歌：愛乃めぐみ（CV：中島愛）、大森ゆうこ（CV：北川里奈）、相楽誠司（CV：金本涼輔）
作詞：Funta3、作曲・編曲：Funta7
3. ドデカ・ラブ
歌：キュアラブリー（CV：中島愛）
作詞：只野菜摘、作曲・編曲：Orito
4. プリンセス・ストーリー
歌：白雪ひめ（CV：潘めぐみ）
作詞：高瀬愛虹、作曲：奥田もとい、編曲：田口智則
5. しあわせごはん愛のうた
歌：キュアハニー（CV：北川里奈）
作詞：六ツ見純代、作曲・編曲：高木洋
6. Holy Lonely Justice
歌：キュアフォーチュン（CV：戸松遥）
作詞：大森祥子、作曲：高取ヒデアキ、編曲：籠島裕昌
7. プリキュア・メモリ
歌：吉田仁美
作詞：只野菜摘、作曲：小杉保夫、編曲：Dr.Usui
8. 勇気が生まれる場所
歌：キュアラブリー（CV：中島愛）、キュアプリンセス（CV：潘めぐみ）、キュアハニー（CV：北川里奈）、キュアフォーチュン（CV：戸松遥）
作詞：こだまさおり、作曲・編曲：高木洋
9. イミテーションWORLD
歌：クイーンミラージュ（CV：國府田マリ子）
作詞：六ツ見純代、作曲・編曲：藤澤健至
10. カレイドスコープは知っている
歌：ブルー（CV：山本匠馬）
作詞・作曲：奥村愛子、編曲：安部潤
11. ふたりでアロ〜ハ!
歌：キュアサンセット（CV：吉田仁美）＆キュアウェーブ（CV：仲谷明香）
作詞・作曲・編曲：奥村愛子
12. イノセントハーモニー
歌：キュアラブリー（CV：中島愛）、キュアプリンセス（CV：潘めぐみ）、キュアハニー（CV：北川里奈）、キュアフォーチュン（CV：戸松遥）
作詞：実ノ里、作曲・編曲：高木洋
13. パーティ ハズカム
歌：吉田仁美
作詞：只野菜摘、作曲：ヒザシ、編曲：古川貴浩

## オリジナル・サウンドトラック

### テレビシリーズ1
ABC・テレビ朝日系放送テレビアニメ『ハピネスチャージプリキュア!』のオリジナル・サウンドトラック第1弾。マーベラスAQLレーベルでリリースされたシリーズ最後の音楽作品でもある。
収録されている全35曲のBGMは高木洋が制作を担当。また、主題歌の『ハピネスチャージプリキュア!WOW!』と『プリキュア・メモリ』両曲のテレビサイズ・バージョンを収録。初回限定封入特典としてジャケットサイズ・ステッカーが同梱された。ジャケットイラストには、4人のプリキュアがプリントされている。
1. ハピネスチャージプリキュア! メインテーマ
2. ハピネスチャージプリキュア!WOW!（TVサイズ）
3. サブタイトル
4. めぐみのテーマ
5. ひめのテーマ
6. 笑顔あふれる街
7. 幻影帝国のクイーン
8. サイアーク出現
9. プリキュア!くるりんミラーチェンジ! - short ver. -
10. プリキュアは無敵なんだから!
11. ハピネス満開
12. ブルーのテーマ
13. 恋愛禁止!?
14. はりきりすぎて空回り
15. 落ち込む気持ち
16. 届かない想い
17. ハピネスキャッチ!
18. 幻影帝国のたくらみ
19. キュアフォーチューンのテーマ
20. もっと強く!
21. チェリーフラメンコ
22. ロリポップヒップホップ
23. シャーベットバレエ
24. マカダミアフラダンス
25. 勝利をめざして
26. 挙動不審!?
27. のんきな人々
28. すれ違う心
29. 誰かが想っている
30. 街に忍び寄る影
31. 事件発生ですわ!
32. 颯爽登場!幸せチャージ!
33. プリキュア大ピンチ
34. この胸に愛がある限り
35. プリキュア・ツインミラクルパワーシュート!
36. 友情のメロディ
37. プリキュア・メモリ（TVサイズ）
38. みんなに幸せフルフルチャージ!

### 映画サウンドトラック
2014年10月11日に公開の劇場版『映画 ハピネスチャージプリキュア! 人形の国のバレリーナ』のオリジナル・サウンドトラック。収録されている30曲のBGMは高木洋が制作を担当。また、主題歌の映画sizeを収録。初回限定封入特典としてジャケットサイズ・ステッカーが同梱された。
1. ピンチに登場!ハピネスチャージプリキュア!
2. プリキュア・ハピネスビッグバーン!!
3. 鏡の中からの誘い
4. 楽しい人形劇
5. 夢みるひめ
6. ふしぎな人形
7. ハピネスチャージプリキュア!WOW!（映画size）
8. 不穏な影
9. プリキュア!くるりんミラーチェンジ! -charge up version-
10. 倒せ!風車サイアーク
11. 白馬の王子ジーク
12. プリキュア・パレード
13. つむぎの踊り（花のワルツ）
14. ドール城の舞踏会 (ウィーン気質）
15. がんばったけど私は…
16. 襲いくるサイアーク
17. つむぎのために
18. 踊れない足
19. つむぎの夢の王国
20. 届かぬ思い
21. それがハピネスチャージプリキュア!
22. ブラックファングの誘惑
23. いっしょに帰ろう
24. 紡がれる不幸の糸
25. つむぎを助けて!
26. 怒りの反撃
27. 友だちだから
28. ブラックファングの脅威
29. プリキュアがんばれ!
30. ハピネスをみんなに
31. 夢を追いつづけて
32. パーティ ハズカム（映画size）

### テレビシリーズ2
ABC・テレビ朝日系放送テレビアニメ『ハピネスチャージプリキュア!』のオリジナル・サウンドトラック第2弾。収録されている全32曲のBGMは高木洋が制作を担当。また、後期エンディングテーマと挿入歌のテレビサイズ・バージョン、さらにボーナストラックとして挿入歌の「しあわせごはん愛のうた」のオリジナル・カラオケを収録。初回限定封入特典としてジャケットサイズ・ステッカーが同梱された。ジャケットイラストには、4人のプリキュアがプリントされている。
1. プリキュア!くるりんミラーチェンジ! - charge up version -
2. ブルースカイ王国
3. 望郷のプリンセス
4. 秘められた謎
5. プリキュアハンター
6. わき上がる闘志
7. プリキュア・スターライトアセンション!
8. ポップコーンチア
9. ココナッツサンバ
10. パインアラビアン
11. あんみつこまち
12. こう見えて一途です
13. 恋の予感
14. この胸の切なさを
15. わかりあえない痛み
16. もしも許されるなら…
17. 美しき敵ディープブルー
18. 新たなる幻影帝国
19. 世界に翔くプリキュア
20. プリキュア・ハピネスビッグバーン!
21. 初めての恋
22. 苦悩する魂
23. 春の嵐
24. 愛のめざめ
25. 世界に広がる永遠の愛・フォーエバーラブリー
26. 蒼き戦慄
27. 明日なき激闘
28. 希望を信じて
29. イノセントフォーム発動!
30. イノセントハーモニー（TVsize）
31. 愛あふれる世界
32. 旅立つ少女たち
33. ハピネスチャージプリキュア! メインテーマ - short version -
34. パーティ ハズカム（TVsize）
35. しあわせごはん愛のうた（オリジナル・カラオケ）（ボーナストラック）